# البروتوكول الأول
البروتوكول الأول هو بروتوكول عام 1977 يخص تعديل في اتفاقيات جنيف المتعلقة بحماية ضحايا النزاعات الدولية حيث «النزاعات المسلحة التي تقاتل الشعوب ضد السيطرة الاستعمارية والاحتلال الأجنبي أو الأنظمة العنصرية» هي التي سينظر فيها كصراعات دولية. يؤكد من جديد على القوانين الدولية لاتفاقيات جنيف الأصلية لعام 1949 ولكنه يضيف توضيحات وأحكام جديدة لاستيعاب التطورات في الحرب الدولية الحديثة التي طرأت منذ الحرب العالمية الثانية.
اعتبارا من يونيو 2025 تم التصديق عليها من قبل 175 دولة مع الولايات المتحدة وإسرائيل وإيران وباكستان والهند وتركيا الاستثناءات البارزة. ومع ذلك وقعت الولايات المتحدة وإيران وباكستان في 12 ديسمبر 1977 مما يدل على وجود نية للعمل من أجل التصديق عليها. وفقا لنداء من اللجنة الدولية للصليب الأحمر في عام 1997 تم التعرف على عدد من المواد الواردة في كل من البروتوكولات كما قواعد القانون الدولي العرفي لصالح جميع الدول سواء كانت أو لم تكن قد صدقت عليها.

## ملخص الأحكام
البروتوكول الأول وثيقة واسعة تحتوي على 102 مادة. فيما يلي لمحة أساسية عن البروتوكول. للحصول على قائمة شاملة لجميع الأحكام والتشاور مع النص والتعليق. بصفة عامة فإن البروتوكول يؤكد من جديد على أحكام اتفاقيات جنيف الأربع الأصلية. ومع ذلك فإنه يتم إضافة الحماية الإضافية التالية.
- المادة 42 عن الخارجين على القانون عندما يقومون بالهجوم على الطيارين وأطقم الطائرات بالمظلات من طائرة في محنة. بمجرد أن تهبط في الأراضي التي تسيطر عليها طرف معاد يجب أن تعطى فرصة لتسليم أنفسهم قبل تعرضه لهجوم ما لم يكن ذلك واضحا أنهم منخرطون في عمل عدائي أو محاولة الهرب. القوات المحمولة جوا بالمظلات من طائرة سواء في محنة أم لا لا تعطى الحماية التي توفرها هذه المادة وبالتالي قد يتعرضون لهجوم أثناء نزولهم.
- المادتات 51 و 54 تخص تجريم الهجمات العشوائية على السكان المدنيين وتدمير المواد الغذائية والمياه وغيرها من المواد اللازمة للبقاء على قيد الحياة. تشمل الهجمات العشوائية الهجوم المباشر على الأهداف المدنية (غير العسكرية) ولكن أيضا باستخدام التكنولوجيا مثل الأسلحة البيولوجية والأسلحة النووية والألغام الأرضية ونطاق الدمار الذي لا يمكن أن يكون محدود. الحرب الشاملة التي لا تفرق بين مدني وعسكري تعتبر الأهداف جريمة حرب.
- المادتان 56 و 53 تخص الهجمات الخارجة عن القانون على السدود ومحطات توليد الطاقة النووية وأماكن العبادة. الثلاثة الأولى هي «الأشغال الهندسية والمنشآت التي تحوي قوى خطرة» ويمكن أن تتعرض للهجوم ولكن فقط في الطرق التي لا تهدد اطلاق سراح قوى خطرة (أي أنه يجوز محاولة القبض عليهم ولكن ليس محاولة تدميرهم).
- المواد 76 و 77 و 15 و 79 تخص توفير حماية خاصة للنساء والأطفال وأفراد الخدمات الطبية المدنيين وتوفير تدابير الحماية للصحفيين.
- تحظر المادة 77 تجنيد الأطفال دون سن 15 سنة في القوات المسلحة. لا يسمح بالنسبة للأشخاص الذين تقل أعمارهم عن 15 المشاركة طواعية.
- المادتان 43 و 44 توضح الوضع العسكري لأفراد قوات حرب العصابات. يمنح المقاتل وصف أسير حرب إلى جانب أفراد القوات المنشقة تحت قيادة سلطة مركزية. هؤلاء المقاتلين لا يمكن إخفاء ولائهم. يجب أن يكون التعرف عليهم كمقاتلين عند الاستعداد أو أثناء الهجوم.
- المادة 35 عن حظر الأسلحة التي «تسبب أضرارا زائدة أو آلاما لا لزوم لها» وكذلك وسائل الحرب التي «تسبب على نطاق واسع وطويل الأجل تلف شديد للبيئة الطبيعية».
- المادة 85 تنص على أن ذلك يعتبر جريمة حرب لاستخدام أحد شارات الحماية المعترف بها في اتفاقيات جنيف لخداع القوى المعارضة (الغدر).
- المادتان 17 و 81 تخول اللجنة الدولية والجمعيات الوطنية أو غيرها من المنظمات الإنسانية المحايدة لتقديم المساعدة لضحايا الحرب.
- المادة 90 تنص على أنه يتوجب على «الأطراف السامية المتعاقدة أن تعلن عن وقت التوقيع أو التصديق عليها أو الانضمام إلى البروتوكول أو في أي وقت آخر لاحق وأن تعلن أنها تعترف بحكم الواقع ودون اتفاق خاص فيما يتعلق بأي طرف من الأطراف السامية المتعاقدة الأخرى قبول الالتزام نفسه واختصاص اللجنة الدولية لتقصي الحقائق بالتحقيق في الادعاءات وفقا لما تجيزه هذه المادة». أعلنت 74 دولة عن هذه المادة كإعلان.